# Canon EOS-1Ds Mark III
Die Canon EOS-1Ds Mark III ist eine digitale Spiegelreflexkamera des japanischen Herstellers Canon, die im Oktober 2007 in den Markt eingeführt wurde. Sie wird inzwischen nicht mehr produziert. Der Hersteller richtete sie an Berufsfotografen.

## Technische Merkmale
Die Kamera besitzt einen 21,1-Megapixel-Vollformat-CMOS-Bildsensor.
Über den Datentransmitter WFT-E2 kann an die Kamera ein GPS-Gerät angeschlossen werden, um den genauen Aufnahmeort jedes Fotos aufzuzeichnen. Die Koordinaten werden in den Exif-Daten des Bildes gespeichert (Geo-Imaging).
Die eher für den Studioeinsatz geeignete Kamera hat im Weiteren folgende Merkmale:
- wetterfestes Gehäuse aus Magnesiumlegierung
- drahtlose Transfers mit optionalem Wireless-Transmitter WFT-E2
- 3,0"-LCD (320 × 240 Pixel)
- 5,0 Bilder/Sekunde
- 14-Bit-A/D-Wandler
- integriertes Reinigungssystem
- kompatibel mit allen EF-Objektiven und EX-Speedlites-Blitzgeräten
- Zwei DIGIC-3-Prozessoren